# مردم مند
مندها یا به عبارتی دیگر مندی‌ها یکی از دو گروه قومی عظیم در سیرالئون هستند، که همسایگان آنان، مردم تمنه، این قوم گسترده‌ترین گروه قومی سیرالئون است. مندی‌ها اغلب در استان جنوبی و استان شرقی این کشور پیدا می‌شوند. این قوم اغلب در حوزه کشاورز و شکارچی مهارت دارند. برخی از شهرهای بزرگ سیرالئون که مندها در آنجا مشغول زندگی می‌باشند، مانند بو، کنما، کایلاهون و مویمبا است.
مانند اغلب کشورهای آفریقایی، احزاب سیاسی سیرالئون بیشتر به گروه‌های قومی ویژه ای معقده گردیده شده و این حزب‌ها تحت سلطه قوم مندی‌ها از یک سو با قوم تمنه و متحدان سیاسی دیرینه آنان، مردم لیمبا، از سوی دیگر قرار دارند. مندی‌ها اغلب حامی حزب مردم سیرالئون تحت عنوان (اس ال پی پی) می‌باشند، در حالی که قوم تمنه و لیمبا به حزب کنگره همه مردم تحت عنوان (ای پی سی) وابسته است.